# Roos (England)
Roos ist ein englisches Dorf in East Riding of Yorkshire mit 1.168 Einwohnern. Es liegt 19 km vom Zentrum der Großstadt Kingston upon Hull und 6 km von der Kleinstadt Withernsea entfernt.
Roos setzt sich aus den Teilgebieten Roos, Hilston, Tunstall und dem Weiler Owstwick zusammen.